# Oost-Aziatisch kampioenschap voetbal 2005
Het Oost-Aziatisch kampioenschap voetbal (ook als Oost-Aziëcup bekend) is een voetbaltoernooi voor nationale landenteams in de regio Oost-Azië en wordt georganiseerd door de Oost-Aziatische voetbalbond (EAFF, East Asian Football Federation).
In 2005 was het de tweede editie voor mannenelftallen en de eerste editie voor vrouwenelftallen. Beide toernooien werden tegelijkertijd in de steden Daegu, Daejeon en Jeonju in Zuid-Korea gespeeld.

## Stadions
| Daejeon (Eindronde)      | Jeonju (Eindronde)      | Daegu (Eindronde)       |
| ------------------------ | ----------------------- | ----------------------- |
| Daejeon World Cupstadion | Jeonju World Cupstadion | Daegu World Cup Stadium |
| Capaciteit: 40.535       | Capaciteit: 42.477      | Capaciteit: 66.422      |
|                          | · Daejeon Jeonju Daegu  |                         |
| Taipei (Kwalificatie)    |                         |                         |
| Zhongshanstadion         |                         |                         |
| Capaciteit: 20.000       |                         |                         |
|                          |                         |                         |

## Mannen
Aan het toernooi konden de negen FIFA en AFC leden van de EAFF deelnemen. De drie sterkste landen, China, Japan en Zuid-Korea, werden direct tot de eindronde toegelaten. De overige zes landen dienden zich te plaatsen via een kwalificatietoernooi. Hieraan namen vijf landen aan deel, die streden om één plaats in de eindronde. Het Macaus voetbalelftal  werd vanwege een door de FIFA opgelegde schorsing voor deze kwalificatie uitgesloten.
Het kwalificatietoernooi werd van 5 tot en met 13 maart in Taipei, Taiwan gespeeld. De eindronde werd van 31 juli tot en met 7 augustus in gespeeld. De zege werd voor het eerst door het Chinees voetbalelftal behaald.

### Kwalificatie
| Team           | GS | W | G | V | GV | GT | DS  | Ptn. |
| -------------- | -- | - | - | - | -- | -- | --- | ---- |
| Noord-Korea    | 4  | 4 | 0 | 0 | 31 | 0  | +31 | 12   |
| Hongkong       | 4  | 3 | 0 | 1 | 26 | 2  | +24 | 9    |
| Chinees Taipei | 4  | 1 | 1 | 2 | 9  | 7  | +2  | 4    |
| Mongolië       | 4  | 1 | 1 | 2 | 4  | 13 | –9  | 4    |
| Guam           | 4  | 0 | 0 | 4 | 1  | 49 | –48 | 0    |

|                                       |                                                                                                  |       |      |                          |
| 5 maart 2005 «onderlinge duels» 14:00 | Chinees Taipei                                                                                   | 9 – 0 | Guam | Zhongshanstadion, Taipei |
| 5 maart 2005 «onderlinge duels» 14:00 | Tu Ming-Feng 8' Kuo Yin-huong 10', 20', 69' Chiang Shih-lu 56', 70' He Ming-chan 66', 83', 90+3' |       |      | Zhongshanstadion, Taipei |

|                                       |                                                                                              |       |          |                          |
| 5 maart 2005 «onderlinge duels» 16:30 | Hongkong                                                                                     | 6 – 0 | Mongolië | Zhongshanstadion, Taipei |
| 5 maart 2005 «onderlinge duels» 16:30 | Chu Siu Kei 30' Law Chun Bong 48' Wong Chun Yue 50' Lam Ka Wai 73' Chan Yiu Lun 90+2', 90+3' |       |          | Zhongshanstadion, Taipei |

|                                       |      | |          |                          |
| 7 maart 2005 «onderlinge duels» 14:00 | Guam | 0 – 15 | Hongkong | Zhongshanstadion, Taipei |
| 7 maart 2005 «onderlinge duels» 14:00 |      | Chan Wai Ho 1' Chan Siu Ki 8', 18', 28', 30', 36', 42', 87' Chan Yiu Lun 16', 31' Wong Chun Yue 24', 43', 45' Chu Siu Kei 67' Poon Man Tik 89' |          | Zhongshanstadion, Taipei |

|                                       |                                                                     |       |          |                          |
| 7 maart 2005 «onderlinge duels» 16:30 | Noord-Korea                                                         | 6 – 0 | Mongolië | Zhongshanstadion, Taipei |
| 7 maart 2005 «onderlinge duels» 16:30 | Kwang-Hyok Kim 18', 39', 66' Hyok-Chol Ri 22', 30' Yong-Jo Hong 64' |       |          | Zhongshanstadion, Taipei |

|                                       |                |                        |             |                          |
| 9 maart 2005 «onderlinge duels» 14:00 | Chinees Taipei | 0 – 2                  | Noord-Korea | Zhongshanstadion, Taipei |
| 9 maart 2005 «onderlinge duels» 14:00 |                | Chol-Man Choe 13', 14' |             | Zhongshanstadion, Taipei |

|                                       |                                       |       |                |                          |
| 9 maart 2005 «onderlinge duels» 16:30 | Mongolië                              | 4 – 1 | Guam           | Zhongshanstadion, Taipei |
| 9 maart 2005 «onderlinge duels» 16:30 | Ganbaatar 31', 34' Davaa 46' Bold 81' |       | Pangelinan 69' | Zhongshanstadion, Taipei |

|                                        |                |                                                                          |          |                          |
| 11 maart 2005 «onderlinge duels» 14:00 | Chinees Taipei | 0 – 5                                                                    | Hongkong | Zhongshanstadion, Taipei |
| 11 maart 2005 «onderlinge duels» 14:00 |                | Chan Yiu Lun 7', 45' Lam Ka Wai 19' Poon Yiu Cheuk 59' Cheung Sai Ho 61' |          | Zhongshanstadion, Taipei |

|                                        |      | |             |                          |
| 11 maart 2005 «onderlinge duels» 16:30 | Guam | 0 – 21 | Noord-Korea | Zhongshanstadion, Taipei |
| 11 maart 2005 «onderlinge duels» 16:30 |      | Yong-Jo Hong 6', 17' Chol-Man Choe 10', 37', 54' Kwang-Hyok Kim 21', 43', 61', 63', 71', 76', 77' Yong-Jun Kim 29', 39', 49' Jin-Hyok Kang 31', 44', 65', 84', 90+1' Nam-Chol Pak 83' |             | Zhongshanstadion, Taipei |

|                                        |          |                                    |             |                          |
| 13 maart 2005 «onderlinge duels» 14:00 | Hongkong | 0 – 2                              | Noord-Korea | Zhongshanstadion, Taipei |
| 13 maart 2005 «onderlinge duels» 14:00 |          | Jin-Hyok Kang 43' Myong-Sam Ri 64' |             | Zhongshanstadion, Taipei |

|                                        |                |       |          |                          |
| 13 maart 2005 «onderlinge duels» 16:30 | Chinees Taipei | 0 – 0 | Mongolië | Zhongshanstadion, Taipei |
| 13 maart 2005 «onderlinge duels» 16:30 |                |       |          | Zhongshanstadion, Taipei |

### Hoofdtoernooi
| Team        | GS | W | G | V | GV | GT | DS | Ptn. |
| ----------- | -- | - | - | - | -- | -- | -- | ---- |
| China       | 3  | 1 | 2 | 0 | 5  | 3  | +2 | 5    |
| Japan       | 3  | 1 | 1 | 1 | 3  | 3  | 0  | 4    |
| Noord-Korea | 3  | 1 | 1 | 1 | 1  | 2  | –1 | 4    |
| Zuid-Korea  | 3  | 0 | 2 | 1 | 1  | 2  | –1 | 2    |

|                                 |                 |       |               |                                   |
| 31 juli 2005 «onderlinge duels» | Zuid-Korea      | 1 – 1 | China         | Daejeon World Cupstadion, Daejeon |
| 31 juli 2005 «onderlinge duels» | Kim Jin-Kyu 73' |       | Sun Xiang 52' | Daejeon World Cupstadion, Daejeon |

|                                 |                  |       |       |                                   |
| 31 juli 2005 «onderlinge duels» | Noord-Korea      | 1 – 0 | Japan | Daejeon World Cupstadion, Daejeon |
| 31 juli 2005 «onderlinge duels» | Kim Yong-Jun 27' |       |       | Daejeon World Cupstadion, Daejeon |

|                                    |                         |       |                                |                                   |
| 3 augustus 2005 «onderlinge duels» | Japan                   | 2 – 2 | China                          | Daejeon World Cupstadion, Daejeon |
| 3 augustus 2005 «onderlinge duels» | Moniwa 59' T.Tanaka 87' |       | Li Jinyu 37' Zhang Yonghai 43' | Daejeon World Cupstadion, Daejeon |

|                                    |            |       |             |                                 |
| 4 augustus 2005 «onderlinge duels» | Zuid-Korea | 0 – 0 | Noord-Korea | Jeonju World Cupstadion, Jeonju |
| 4 augustus 2005 «onderlinge duels» |            |       |             | Jeonju World Cupstadion, Jeonju |

|                                    |                        |       |             |                     |
| 7 augustus 2005 «onderlinge duels» | China                  | 2 – 0 | Noord-Korea | Daegustadion, Daegu |
| 7 augustus 2005 «onderlinge duels» | Li Yan 13' Xie Hui 65' |       |             | Daegustadion, Daegu |

|                                    |            |              |       |                     |
| 7 augustus 2005 «onderlinge duels» | Zuid-Korea | 0 – 1        | Japan | Daegustadion, Daegu |
| 7 augustus 2005 «onderlinge duels» |            | Nakazawa 86' |       | Daegustadion, Daegu |

## Vrouwen
De deelname bestond uit de top-4 van de EAFF-leden op de FIFA-wereldranglijst. De eerste zege werd door het Zuid-Koreaans vrouwenvoetbalelftal behaald.

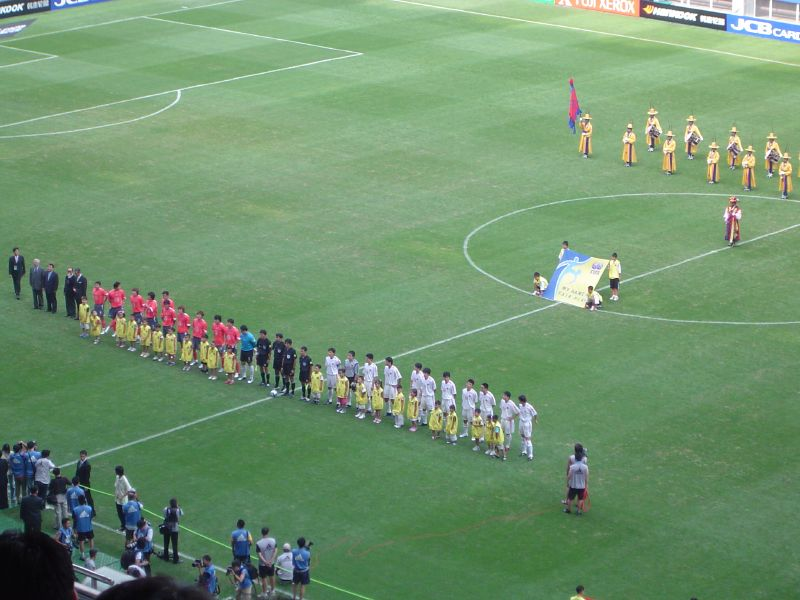
–

| Datum      | Land        | Uitslag | Land        |
| ---------- | ----------- | ------- | ----------- |
| 1 augustus | Zuid-Korea  | 2-0     | China       |
| 1 augustus | Noord-Korea | 1-0     | Japan       |
| 3 augustus | Japan       | 0-0     | China       |
| 4 augustus | Zuid-Korea  | 1-0     | Noord-Korea |
| 6 augustus | Noord-Korea | 1-0     | China       |
| 6 augustus | Zuid-Korea  | 0-0     | Japan       |

| # | Land        | W | G | V | P | v-t |
| - | ----------- | - | - | - | - | --- |
| 1 | Zuid-Korea  | 2 | 1 | 0 | 7 | 3-0 |
| 2 | Noord-Korea | 2 | 0 | 1 | 6 | 2-1 |
| 3 | Japan       | 0 | 2 | 1 | 2 | 0-1 |
| 4 | China       | 0 | 1 | 2 | 1 | 0-3 |

## Combinatieklassement
Het combinatieklassement werd opgesteld door de beide eindstanden samen te voegen.
| # | Land        | W | G | V | P  | v-t |
| - | ----------- | - | - | - | -- | --- |
| 1 | Zuid-Korea  | 3 | 1 | 2 | 10 | 3-3 |
| 2 | Noord-Korea | 2 | 3 | 1 | 9  | 4-2 |
| 3 | China       | 1 | 3 | 2 | 6  | 5-6 |
| 4 | Japan       | 1 | 3 | 2 | 6  | 3-4 |